# Ross 619
Ross 619 (Gliese 299 / GJ 299 / LHS 35) es una estrella en la constelación de Cáncer situada cerca del límite con Canis Minor. Se encuentra a 22,3 años luz de distancia del sistema solar y tiene magnitud aparente +12,83, por lo que no es observable a simple vista. 
Ross 619 figura clasificada como enana roja de tipo espectral M4.0V o M4.5V.
Sin embargo, su espectroscopia infrarroja es más consistente con la de una subenana de tipo M; diversas características de su espectro —entre otras el débil sobretono de CO a 2,29 μm— corroboran su estatus de subenana.
Brilla con una luminosidad equivalente al 0,03 % de la luminosidad solar, siendo su luminosidad comparable a la de Próxima Centauri o Ross 128.
Tiene una temperatura efectiva de 3300 K, con una masa equivalente al 15 % de la masa solar. Su velocidad de rotación proyectada es igual o inferior a 3 km/s.
Ha sido catalogada como una estrella de halo, por lo que puede tratarse de una estrella que proveniente del halo galáctico esté atravesando el disco de la galaxia, en donde se sitúa el sistema solar. Una de las estrellas de halo más conocidas es la estrella de Kapteyn.
Las estrellas más cercanas a Ross 619 son YZ Canis Minoris y GJ 1116, respectivamente a 3,99 y 7,26 años luz.